# Gelampang
Gelampang is een bestuurslaag in het regentschap Bener Meriah van de provincie Atjeh, Indonesië. Gelampang telt 1645 inwoners (volkstelling 2010).